# Premi d'Assaig Mancomunitat de la Ribera Alta
El Premi d'Assaig Mancomunitat de la Ribera Alta és un premi convocat per la Mancomunitat de la Ribera Alta i l'Ajuntament d'Alzira en col·laboració amb Edicions Bromera, dins del grup de Premis Literaris Ciutat d'Alzira i que s'atorga des de 1999. Té una dotació econòmica que l'any 2016 va ser de 8.000 €. A més del premi en metàl·lic, els guardonats reben una escultura al·lusiva a la lectura, obra de l'escultor valencià Manolo Boix.

## Llista de premiats[4]
- 1999: El pensament ferit, de Joan Garcia del Muro[5]
- 2000: Espill d'insolències, de Toni Mollà[6]
- 2001: Les hores fecundes, de Joan Garí[7]
- 2002: Desert
- 2003: Trajecte circular, de Vicent Alonso[8]
- 2004: Inflexions, de Josep Iborra[9]
- 2005: El repte de la integració, d'Antoni Corominas[10]
- 2006: Com ens enganyem, de Joan Garcia del Muro[11]
- 2007: El segle valencià, de Víctor Labrado[12]
- 2008: Medicina per a un nou regne, de Carmel Ferragud[13]
- 2009: El valencià de Bernat i Baldoví: del passat al futur. Ideologia i tast lèxic, d'Abelard Saragossà Alba[14]
- 2010: El valencianisme de la Renaixença, Rafael Roca[15]
- 2011: El somni d'una pàtria de paraules, de Josep Piera[16]
- 2012: Café del temps, de Joan Borja[17]
- 2013: Mediterrànies, d'Eduard Mira[18][19]
- 2014: El bosc protector, de Ricardo Almenar Asensio[20]
- 2015: L'imperi de la incomunicació, de Francesc Torralba[21]
- 2016: Cafarnaüm, de Jaume Subirana[22]
- 2017: Llum a l'atzucac (dietari, 2012-2016) de Ramon Ramon i Raga
- 2018: Amèrica endins. Dietari (2014-2017) de Lourdes Toledo
- 2019: Ars Libri. L’aventura del llibre i la paraula de Juli Capilla
- 2020: El bosc i la casa de Joaquim Espinós Felipe
- 2021: Bestiari de Vicent Pardo[23]